# Музей Кьярамонти
Музей Кьярамонти (итал. Museo Chiaramonti) — один из музеев Ватикана.

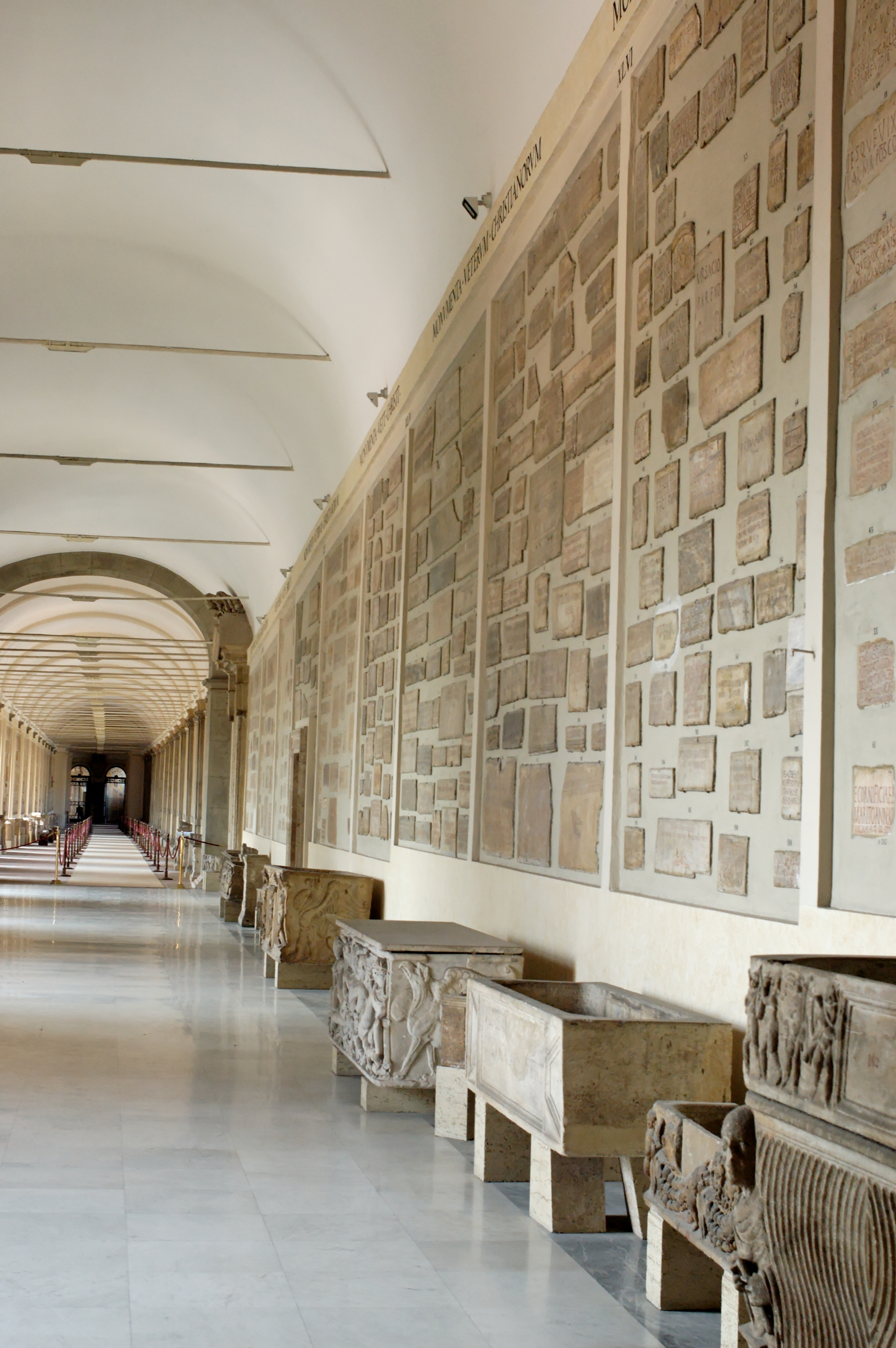
Galleria Lapidaria

Музей, посвященный античной скульптуре, был основан папой Пием VII из семьи Кьярамонти в 1805—1807 гг. (под руководством Антонио Кановы) и первоначально располагался в галерее Corridore della Libraria. Эта галерея соединяла дворец папы с Бельведером. Это музей классической скульптуры. Музей состоит из трех частей: основная часть музея Кьярамонти (Коридор), Braccio Nuovo и Galleria Lapidaria.

## Коридор
Коридор — большая арочная галерея, разделённая на 60 секций. По обеим её сторонам тянется бесконечный ряд статуй, бюстов, саркофагов, рельефов — всего около 800 экспонатов, относящихся к римской эпохе. Наибольший интерес представляют колоссальная голова Афины эпохи Адриана, рельеф I в. н. э., изображающий «Три Грации» и два греческих подлинника: «Дочери Ниобы» из беотийского известняка, и голова Посейдона (Нептуна).

## Braccio Nuovo

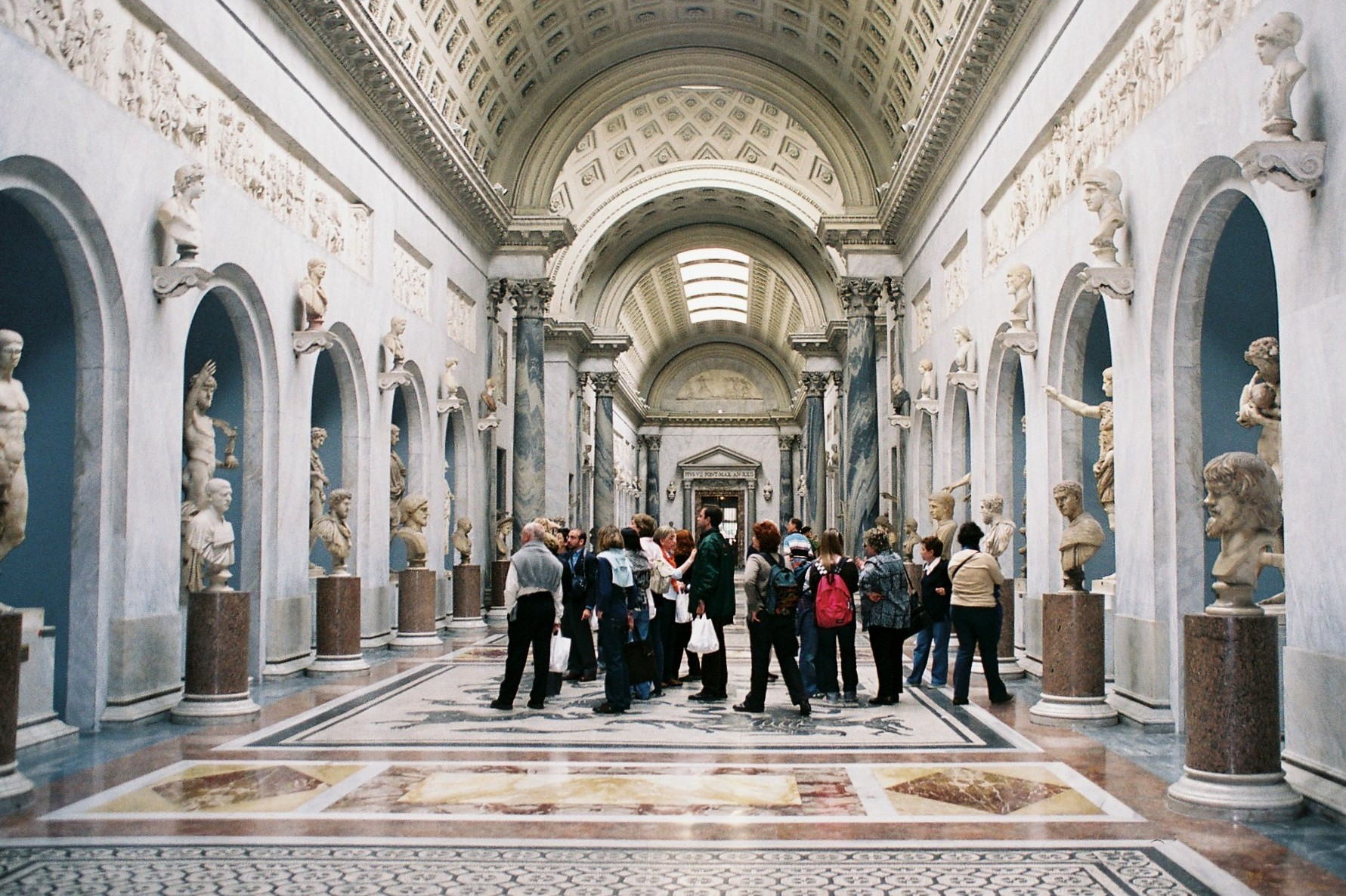
Braccio Nuovo

Папа Пий VII запланировал это ответвление от основного музея Кьярамонти (Braccio Nuovo означает новый рукав, ответвление) ещё в 1806 году, однако осуществить идею стало возможным лишь в 1817—1822 годах под руководством архитектора Раффаэле Стерна.
В нишах зала собраны классические произведения греческого и римского искусства, разделенные тематически на две части: греческая мифология и римская история. Наиболее значительные: Август из Прима Порта (I в.), найденная в 1863 г.; политик Демосфен (римская копия c бронзового оригинала Полиевкта III в. до н. э.), «Силен и Дионис» (копия с оригинала Лисиппа IV в. до н. э.), «Раненая Амазонка» (копия с оригинала Поликлета V в. до н. э.); статуя Нила с 16 «детьми» — притоками, крокодилами и сфинксами (римская копия скульптуры I в.) как олицетворение речного божества, найдена возможно в 1513 году на месте храма Исиды в Риме; Афина с совой (римская копия с греческого оригинала V в. до н. э.); пастух Ганимед и орёл, посланный Зевсом, чтобы похитить его (римская копия II в. до н. э. с оригинала Леохара IV в. до н. э.). Статуя Дорифора («копьеносцa») — римская копия с бронзового оригинала Поликлета V в. до н. э., стала примером для нескольких поколений скульпторов вплоть до XIX века как пример истинного греческого искусства. Здесь хранится и прекрасная коллекция римской портретной скульптуры (наиболее значимый экспонат — портрет Цицерона). Зал в стиле классицизма украшен античными колоннами и напольной черно-белой мозаикой (II век до н. э.).

## Galleria Lapidaria
В Galleria Lapidaria находится одно из крупнейших в мире собраний греческих и римских (более 3 тысяч фрагментов) надписей христианского и языческого содержания. Коллекцию основал папа Бенедикт IV, позднее она была расширена, в том числе папой Пием VII.

## Галерея

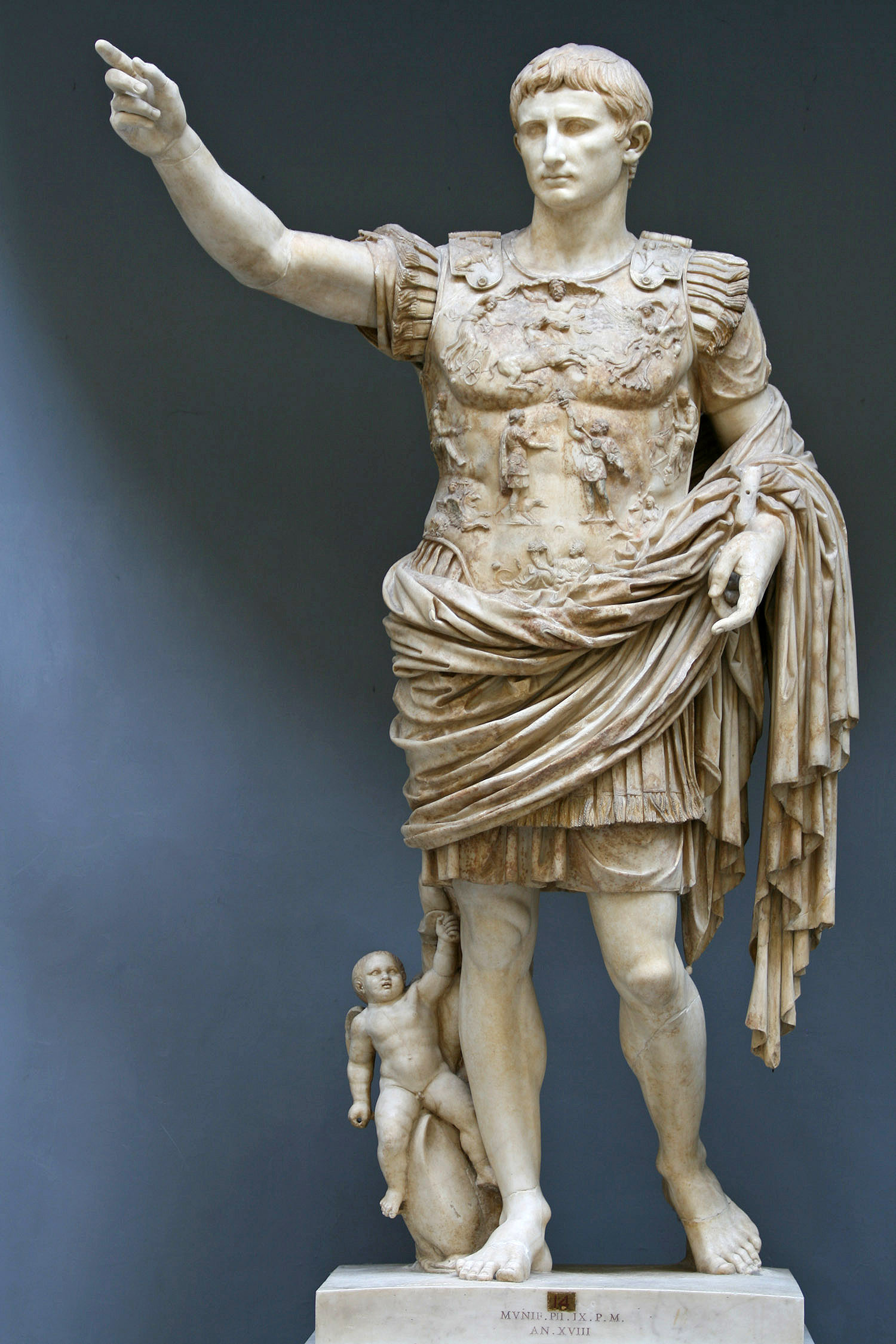
Статуя Августа из Прима Порта
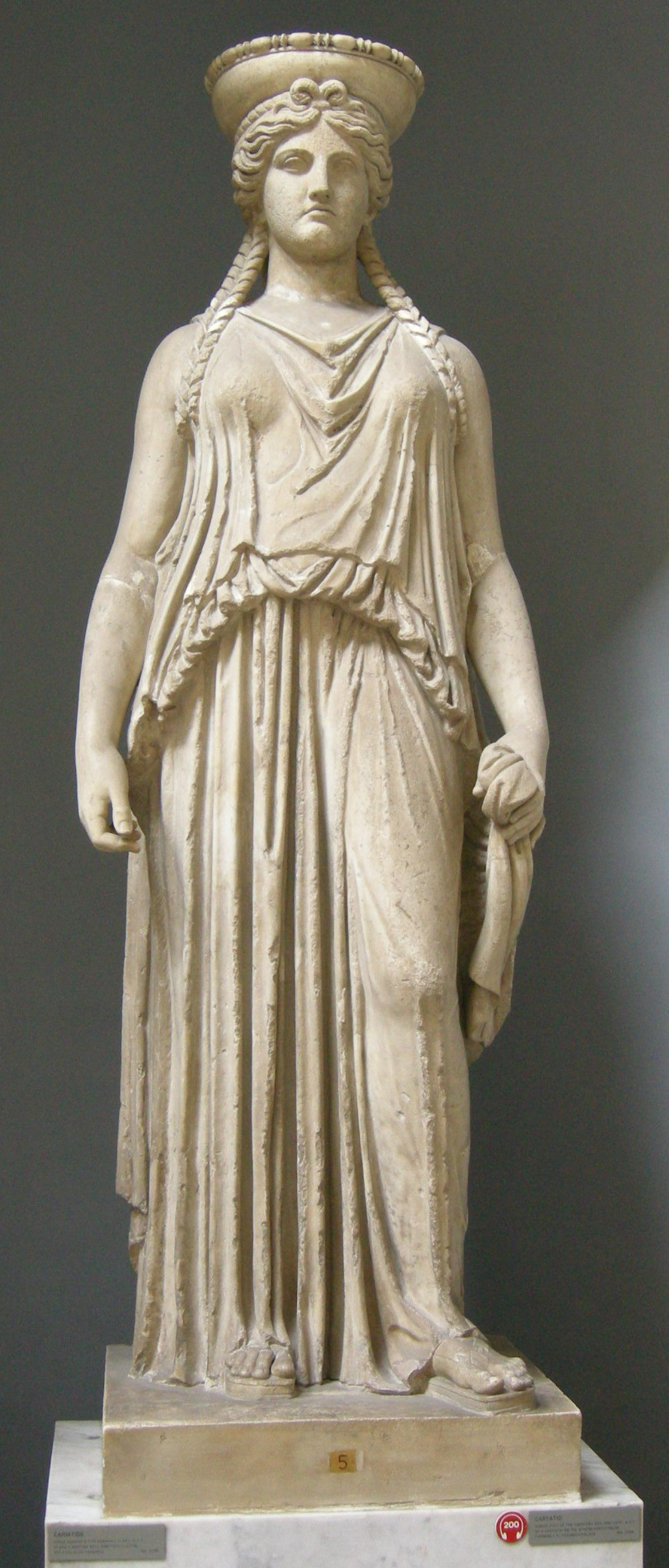
Римская реплика кариатиды афинского Эрехтейона
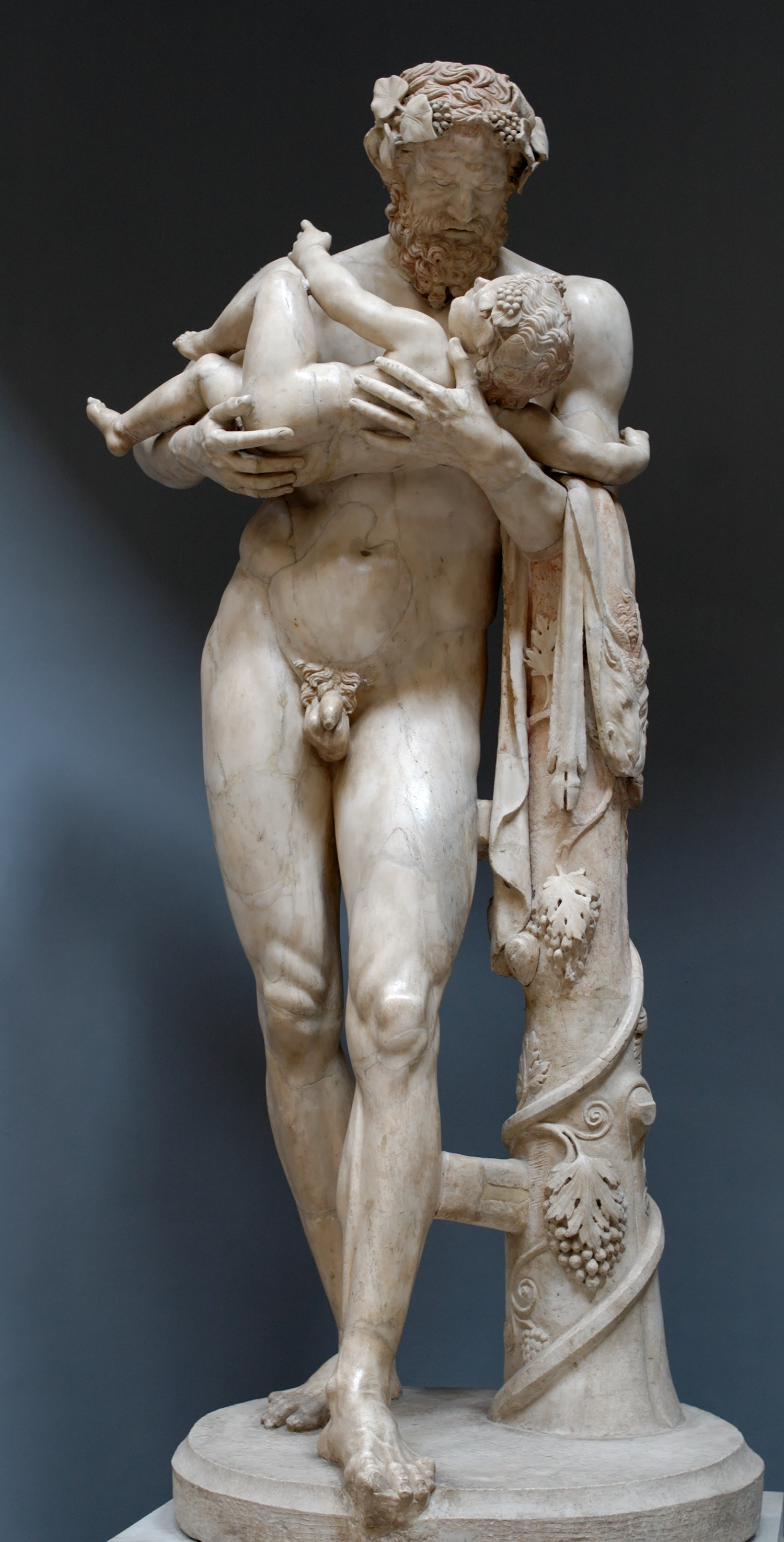
Силен и Дионис (римская копия с оригинала Лисиппа IV в. до н.э.)
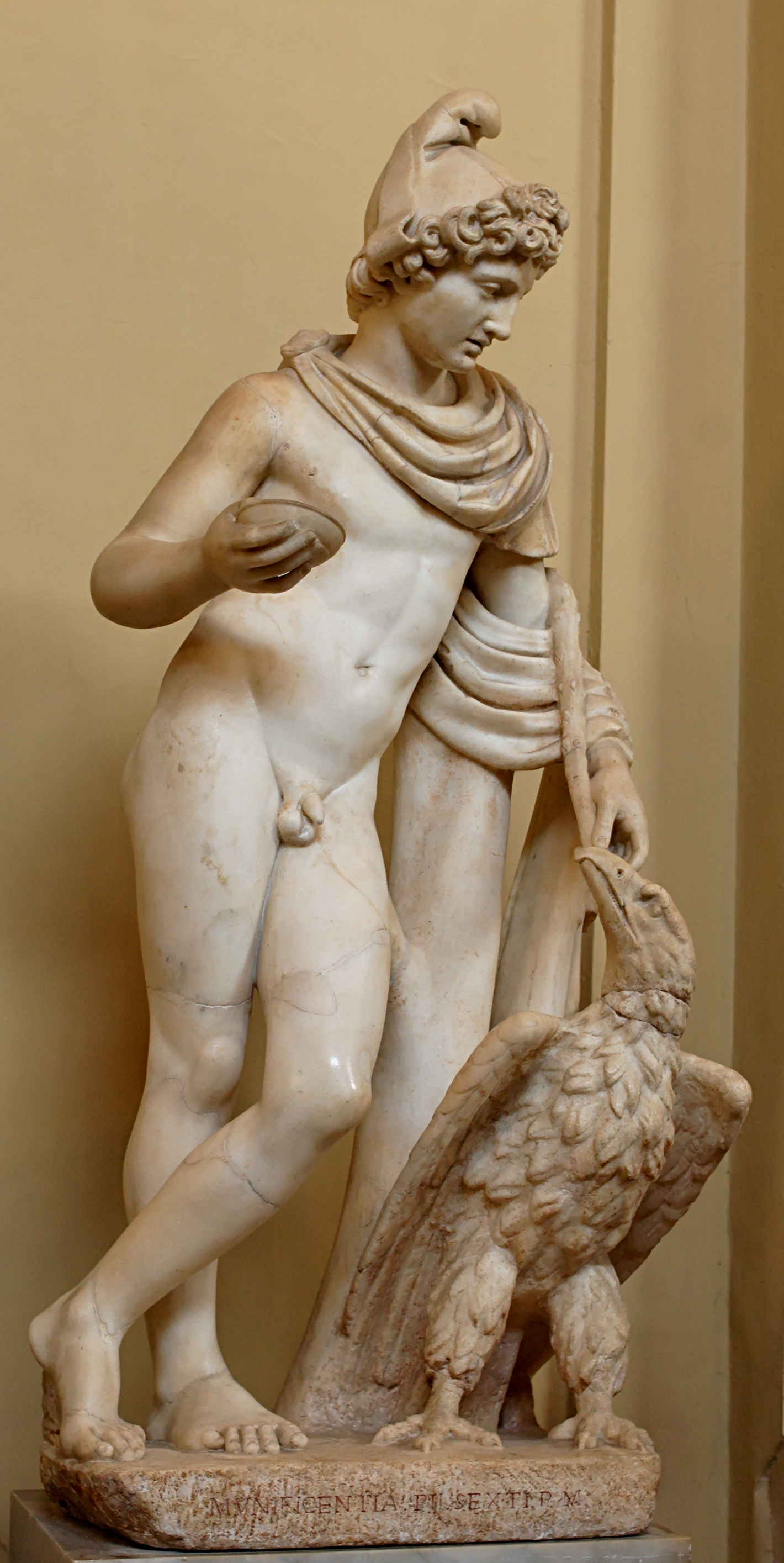
Ганимед и орёл
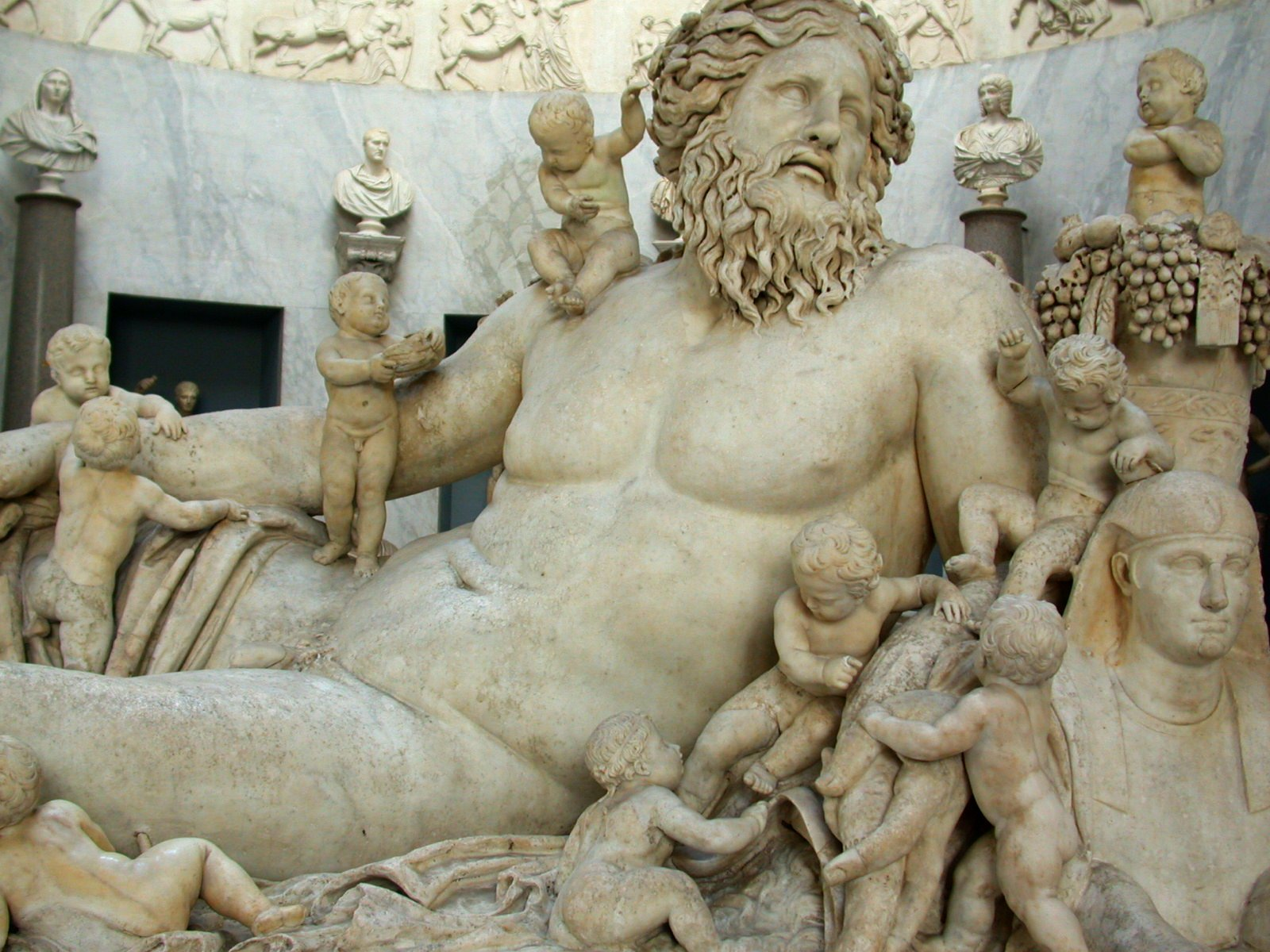
Нил